# Накамура, Сюнсукэ
Сюнсукэ Накамура (яп. 中村 俊輔; род. 24 июня 1978, Иокогама) — японский футболист, полузащитник, тренер.
Был известен хорошим дриблингом и мастерством исполнения штрафных ударов.

## Карьера
Накамура начал свою профессиональную карьеру в клубе J1 League «Иокогама Ф. Маринос» в 1997 году, в конечном итоге провел 338 матчей в лиге за два периода в клубе, всего чуть более двенадцати сезонов. В перерывах между выступлениями в «Мариносе» Накамура играл в Европе за «Эспаньол», «Селтик» и «Реджину». За время своего пребывания в «Селтике» он стал одним из лучших азиатских игроков, когда-либо игравших в Европе; был номинирован на Золотой мяч France Football 2007 года, назван шотландским игроком года и футболистом года по версии SFWA в 2007 году, а также стал первым японским игроком, забившим гол в Лиге чемпионов УЕФА. Его командные достижения в «Селтике» включают победу в Шотландской Премьер-лиге в 2006, 2007 и 2008 годах, Кубок Шотландской лиги в 2006 и 2009 годах и Кубок Шотландии в 2007 году.
Накамура сыграл 98 матчей и забил 24 гола за национальную сборную Японии, включая участие в финальных турнирах чемпионата мира по футболу в 2006 и 2010 годах и победу в  Кубке Азии по футболу в 2000 и 2004 годах; был назван лучшим игроком соревнований 2004 года. Накамура также играл на чемпионате мира по футболу 1997 года в составе сборной Японии до 20 лет и на летних Олимпийских играх 2000 года в составе сборной Японии до 23 лет. По окончании чемпионата мира 2010 объявил о завершении своих выступлений в национальной команде Японии.

## Достижения

### Командные
«Иокогама Ф. Маринос»
- Обладатель Кубка Джей-лиги: 2001
- Обладатель Кубка Императора: 2011

«Селтик»
- Чемпион Шотландии (3): 2005/06, 2006/07, 2007/08
- Обладатель Кубка Шотландии: 2006/07
- Обладатель Кубка шотландской лиги (2): 2005/06, 2008/09,

Сборная Японии
- Обладатель Кубка Азии (2): 2000, 2004

### Личные
- Самый ценный игрок Джей-лиги (2): 2000, 2013
- Игрок года по версии футболистов ШПФА: 2007
- Игрок года по версии Шотландской ассоциации футбольных журналистов: 2007
- Игрок месяца шотландской Премьер-лиги: февраль 2007
- Лучший игрок сезона в «Селтике»: 2006/07
- Самый ценный футболист Кубка Азии: 2004
- Рекордсмен сборной Японии по количеству голов на Кубках конфедераций: 4 гола